# Marek Dąbrowski (szermierz)
Marek Roman Dąbrowski (ur. 28 listopada 1949 w Gliwicach) – polski szermierz, florecista, złoty medalista olimpijski i wielokrotny medalista mistrzostw świata.

## Życiorys
Ukończył Technikum Chemiczne w Gliwicach i studia w Akademii Wychowania Fizycznego w Warszawie. Szermierz klubów Piast Gliwice i AZS Warszawa. Na igrzyskach olimpijskich w Monachium w 1972 wraz z drużyną w składzie: Witold Woyda, Arkadiusz Godel, Jerzy Kaczmarek, Lech Koziejowski wywalczył złoty medal we florecie. W zawodach indywidualnych uplasował się na 6. miejscu. Cztery lata później, podczas igrzysk w Montrealu, drużyna florecistów z Dąbrowskim w składzie zajęła 5. miejsce (skład: Ziemowit Wojciechowski, Koziejowski, Leszek Martewicz, Godel), zaś w turnieju indywidualnym sklasyfikowany został na miejscu 9-12.
Zdobył także 6 medali mistrzostw świata: srebrny indywidualnie (MŚ w Wiedniu w 1971), srebrny z drużyną (MŚ w Hawanie w 1969, MŚ w Wiedniu w 1971, MŚ w Grenoble w 1974), brązowy indywidualnie (MŚ w Ankarze w 1970) i brązowy drużynowo (MŚ w Göteborgu w 1973). 8-krotny mistrz Polski.
W 1972 został odznaczony Złotym Krzyżem Zasługi.